# Eric Balfour

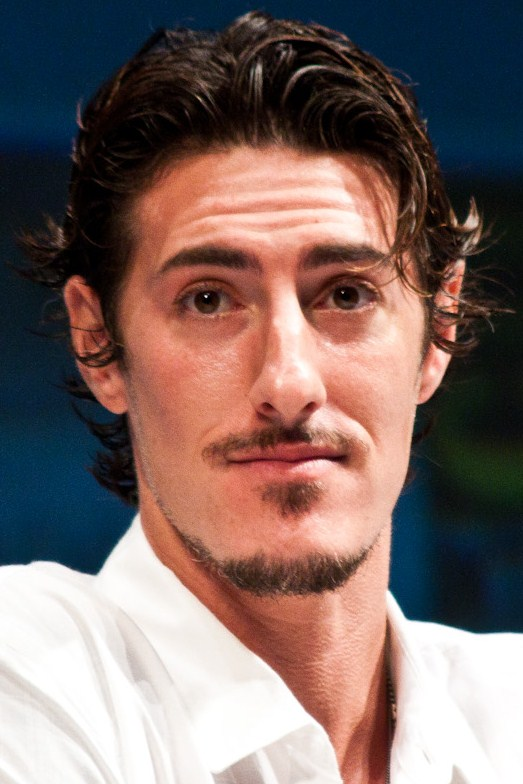
Eric Balfour bei der San Diego Comic-Con 2010

Eric Salter Balfour (* 24. April 1977 in Los Angeles, Kalifornien) ist ein US-amerikanischer Schauspieler, Produzent und Regisseur.

## Leben und Karriere
Eric Balfour wurde im April 1977 in Los Angeles im US-Bundesstaat Kalifornien als Sohn einer Ehe- und Familienberaterin und eines Chiropraktikers geboren. Er ist vor allem als Neben- und Gastdarsteller aus verschiedenen Fernsehserien bekannt. So wirkte er schon in Buffy – Im Bann der Dämonen, 24 und O.C., California mit. In Six Feet Under – Gestorben wird immer sollte er ursprünglich nur einen kurzen Auftritt haben, überzeugte die Produzenten aber so, dass er schließlich in 12 Episoden zu sehen war.
Darüber hinaus gehörte er auch schon zur Besetzung einiger Kinoproduktionen wie Was Frauen wollen mit Mel Gibson und Michael Bay’s Texas Chainsaw Massacre. Aufsehen erregte er vor allem in dem kanadischen Kinofilm Lie with Me – Liebe mich des Regisseurs Clément Virgo, welcher von Kritikern als „Pornografie“ bezeichnet wurde.
Eric Balfour führte 2010 erstmals Regie. Für den Episodenfilm Do Not Disturb, der aus fünf Kurzfilmen verschiedener Regisseure besteht, steuerte er den Teil Duccios Madonna bei. Danach folgte der Mockumentary-Fernsehfilm Inland Empire. 2017 inszenierte er den bisher unveröffentlichten Film Walk to Vegas.
Neben der Schauspielerei widmet sich Eric Balfour der Musik. In den frühen 1990er Jahren spielte er neben der späteren Hollywoodschauspielerin Brittany Murphy in einer Band namens Blessed With Soul. Derzeit ist er der Leadsänger der Rockband Born As Ghosts.
Nach einer Verlobung mit der Schauspielerin Moon Bloodgood im Jahr 2005 und einer Beziehung mit Schauspielerin Leonor Varela ist Balfour seit 2010 mit der Modedesignerin Erin Chiamulion liiert. Das Paar gründete ein Sportbekleidungslabel, Electric & Rose, und heiratete Ende Mai 2015 in Pacific Palisades, Los Angeles. Am 2. August 2018 wurde ihr erster Sohn geboren, im Mai 2022 ihr zweiter Sohn.

## Filmografie (Auswahl)

### Schauspieler
- 1991: Kids Incorporated (Fernsehserie, 6 Episoden)
- 1992: Arresting Behavior (Fernsehserie, 5 Episoden)
- 1993: Eine starke Familie (Step by Step, Fernsehserie, Episode 3x03)
- 1993: Danger Theatre (Fernsehserie, Episode 1x05)
- 1993–1994: Dr. Quinn – Ärztin aus Leidenschaft (Dr. Quinn, Medicine Woman, Fernsehserie, 2 Episoden)
- 1994: Animaniacs (Fernsehserie, 2 Episoden, Stimme)
- 1995: Das Leben und Ich (Boy Meets World, Fernsehserie, Episode 2x20)
- 1996: Townies (Fernsehserie, Episode 1x02)
- 1997: Buffy – Im Bann der Dämonen (Buffy the Vampire Slayer, Fernsehserie, 2 Episoden)
- 1997: No Night Stand (Trojan War)
- 1997: Clueless – Die Chaos-Clique (Clueless, Fernsehserie, Episode 2x02)
- 1998: Ich kann’s kaum erwarten! (Can’t Hardly Wait)
- 1998: Dawson’s Creek (Fernsehserie, Episode 1x09)
- 1999: Nash Bridges (Fernsehserie, Episode 4x12)
- 1999: The West Wing – Im Zentrum der Macht (The West Wing, Fernsehserie, Episode 1x06)
- 2000: Chicago Hope – Endstation Hoffnung (Chicago Hope, Fernsehserie, Episode 6x10)
- 2000: Was Frauen wollen (What Women Want)
- 2001: America’s Sweethearts
- 2001: New York Cops – NYPD Blue (NYPD Blue, Fernsehserie, 2 Episoden)
- 2001–2003: Six Feet Under – Gestorben wird immer (Six Feet Under, Fernsehserie, 12 Episoden)
- 2001–2007: 24 (Fernsehserie, 28 Episoden)
- 2003: Löwen aus zweiter Hand (Secondhand Lions)
- 2003: Michael Bay’s Texas Chainsaw Massacre (The Texas Chainsaw Massacre)
- 2003–2004: Veritas: The Quest (Fernsehserie, 12 Episoden)
- 2004: Im Fadenkreuz des Terrors (Face of Terror)
- 2004: O.C., California (The O.C., Fernsehserie, 3 Episoden)
- 2005: In den Schuhen meiner Schwester (In Her Shoes)
- 2005: Lie with Me – Liebe mich (Lie with Me)
- 2006: Conviction (Fernsehserie, 13 Episoden)
- 2006: The Optimist – Eine Familie mit besonderer Note (The Elder Son)
- 2008: The Spirit
- 2008: Hell Ride
- 2009: Horsemen
- 2009: Criminal Intent – Verbrechen im Visier (Law & Order: Criminal Intent, Fernsehserie, Episode 8x10)
- 2009: Monk (Fernsehserie, Episode 8x04)
- 2009: Valemont (Fernsehserie, 23 Episoden)
- 2009: Gargoyles – Die Brut des Teufels (Rise of the Gargoyles, Fernsehfilm)
- 2010: Dinoshark (Fernsehfilm)
- 2010: Saving Grace (Fernsehserie, Episode 3x16)
- 2010: Beatdown
- 2010: Skyline
- 2010–2015: Haven (Fernsehserie)
- 2011: My Superhero Family (No Ordinary Family, Fernsehserie, 2 Episoden)
- 2014: Backcountry – Gnadenlose Wildnis (Backcountry)
- 2016: Little Dead Rotting Hood – Keine Angst vorm bösen Wolf (Little Dead Rotting Hood)
- 2016: Ray Donavan (Fernsehserie, Staffel 4, Episode: In der Wand)
- 2017: 200 Degrees
- 2017: Unhinged
- 2018: 37 Problems (Fernsehserie, Episode 2x01)
- 2018: Chicago P.D. (Fernsehserie, Episode 6x05)
- 2020–2021: Charmed (Fernsehserie, 9 Episoden)
- 2022: The Offer (Fernsehserie)
- 2023: Wilderness (Miniserie, 4 Episoden)
- 2025: Hacks (Fernsehserie, 1 Episode)

### Regisseur
- 2010: Do Not Disturb (Episodenfilm, Segment „Duccios Madonna“)
- 2012: Inland Empire (Fernsehfilm)

### Produzent
- 2005: Ein knallharter Deal (Rx)
- 2012: Inland Empire (Fernsehfilm)
- 2017: 200 Degrees
- 2017: Unhinged